# Hieracium ircutense
Hieracium ircutense là một loài thực vật có hoa trong họ Cúc. Loài này được Tupitz. mô tả khoa học đầu tiên năm 1994.